# デロレン祭文
デロレン祭文（デロレンさいもん、デロレンざいもん）とは、門付芸・大道芸のひとつで法螺貝を吹きながら説経祭文を語る芸能、およびその芸人。「貝祭文（かいさいもん）」ともいう。

## 概要

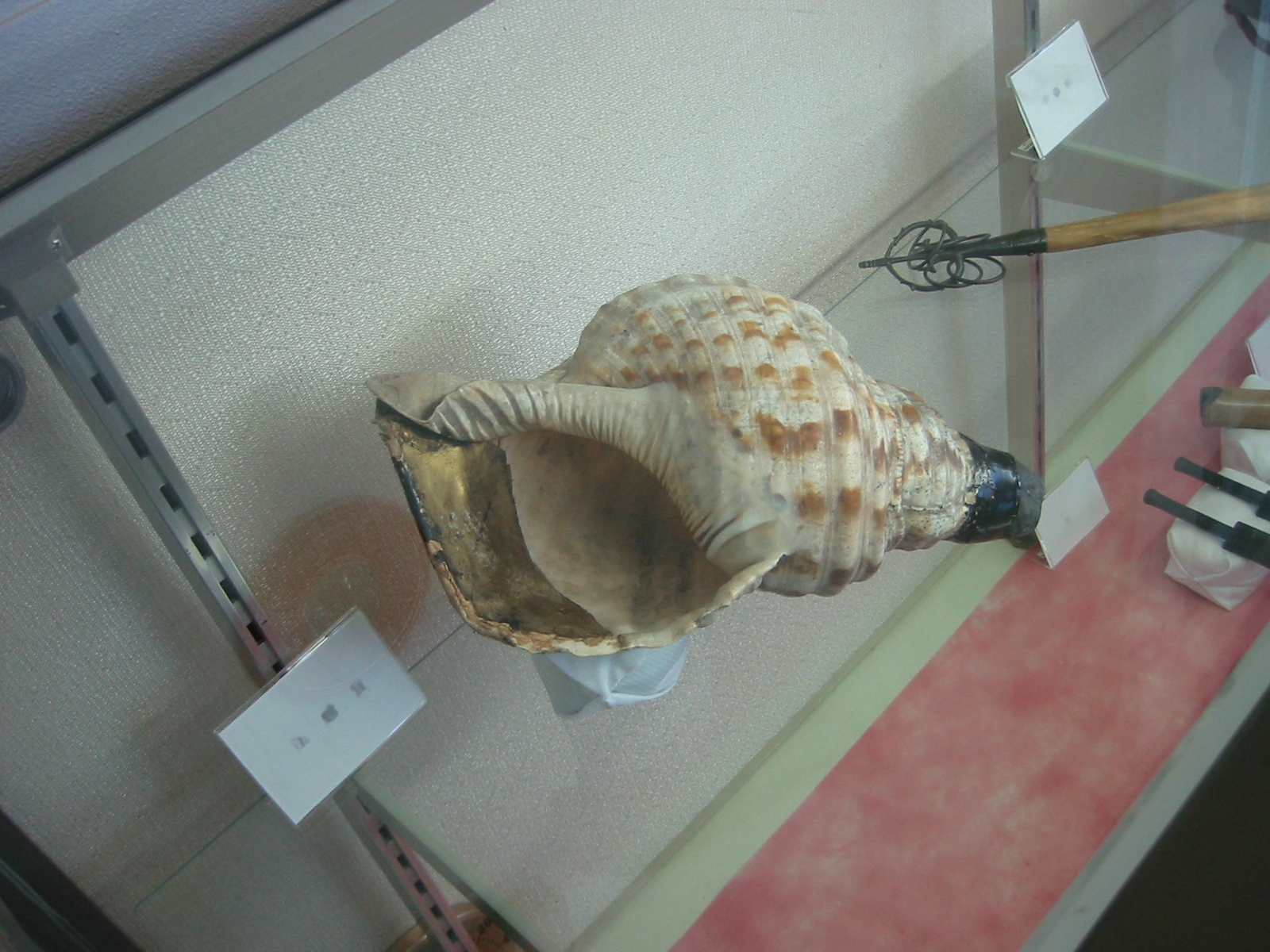
音を出せるよう加工されたホラガイの貝殻。2006年、岐阜城資料館。隣には錫杖がある。

デロレン祭文は、江戸時代に隆盛した歌祭文の系統に属し、「ちょぼくれ」「ちょんがれ」「うかれ節」などと同類の語りもの芸能である。江戸中期に発生し、とくに幕末から明治初年にかけて全国的に広がった。

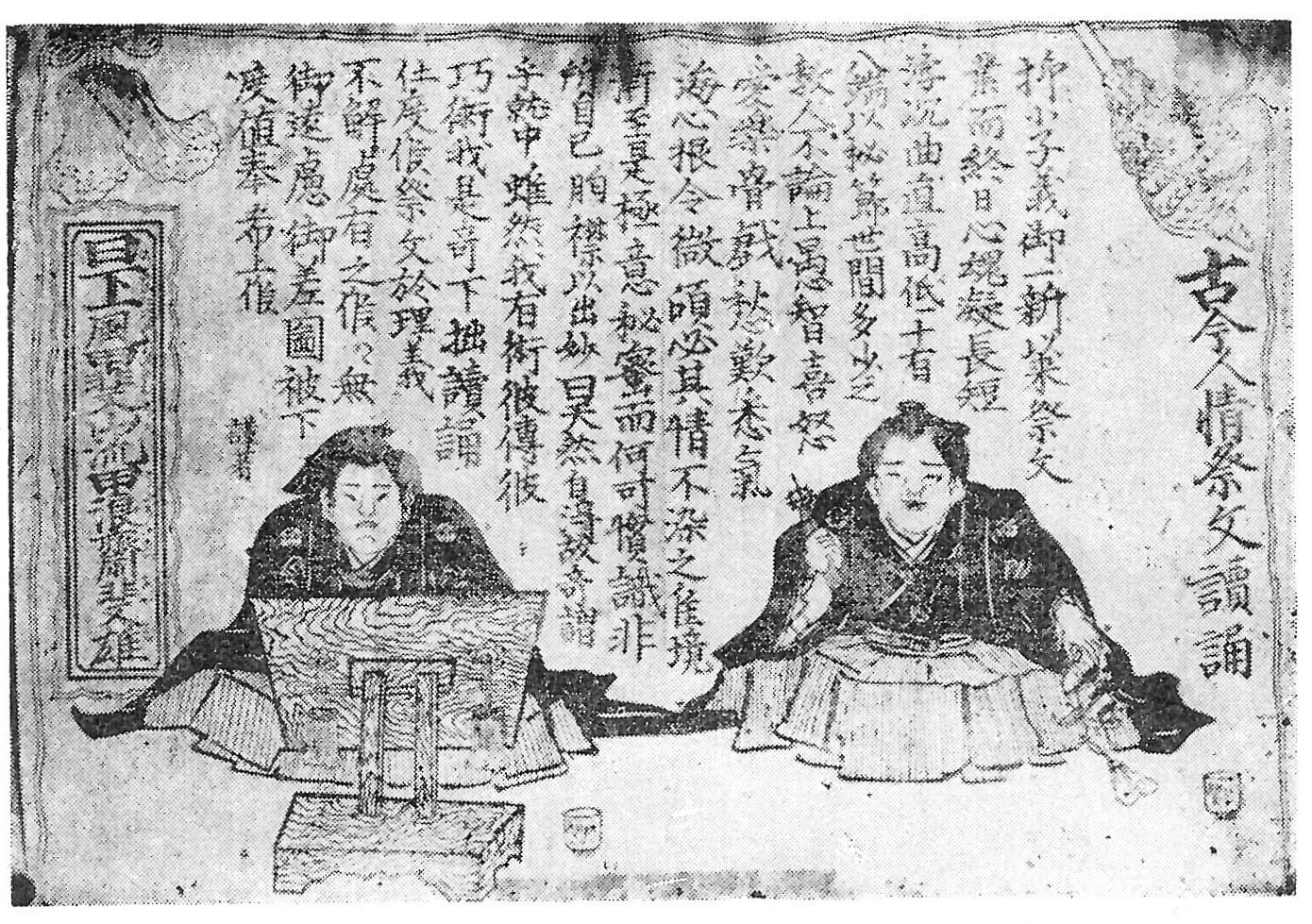
デロレン祭文のチラシ（19世紀）

ちょぼくれは、関東地方にあってはタンカ（啖呵、詞）の多いものとなり、錫杖または、それを短くした金杖のほか拍子木や張扇も用いたが、ことに法螺貝で調子を合わせたものを「デロレン祭文（貝祭文とも）」と称した、また「上州祭文（上州左衛門とも）」と呼ぶこともあった。法螺貝を口にあて「デロレンデロレン」と合い間に入れたため、この名があり、語りの要素が強い。ギターや三味線の弾き語りのように一人で演じることもあったが、三味線を伴奏につけることもあり、浪花節への緩やかな移行が窺える。
当初は屋外芸能として生まれ、江戸の町修験（いわゆる俗山伏）によって演じられたが、寛政（1789年-1801年）のころには「祭文太夫」と呼ばれる俗人の門付芸となり、北関東・東北、さらに北陸・近畿・中国の各地方へと広がった。その一方、江戸では、ヒラキでの小屋がけによって興行化し、明治以降は寄席演芸化した。明治中期ころまでさかんにおこなわれたが、都市では西日本を中心にして広まった浪花節に押されて衰退する一方、地方に広まったデロレン祭文は関東・東北でのこり、ことに山形県一帯や仙台市などでは昭和30年代までその跡がみられた。また、三重県・奈良県の一部でもかろうじておこなわれていた。
このようにしてのこった各地のデロレン祭文を分析すると、フシ（音曲部分）は七五調を基調とし、コトバ（語り部分）は吟誦に似て日常の口語とは異なっており、また、山形にあっても三重・奈良にあっても、それぞれの土地の方言では語られず、やや文語調の独特の語りことばによって語られていた。

## ラジオ放送
- 1931.12.27 計見楽翁「上野東叡山仇討（結城武勇伝）」
- 1937.10.4も計見楽翁が出演している[6]

## 主な演目
デロレン祭文は、物語のあいまに法螺貝に口を添え拡声器として使用し「デロレン」という擬音を唱えて、多くの場合、錫杖を持って近世の実録小説などに取材した講談ネタを語る芸であった。
兵藤裕己によれば、1940年（昭和15年）から1955年（昭和30年）にかけてのデロレン祭文の巡業公演資料の演題の精査の結果、『箱根霊験記』が最も多く、つづいて『成田山利生記』『天明曾我』が演じられた。これは、いずれも仇討物に属する。赤穂義士伝などもふくめ、仇討物は全体の約4分の3にのぼり、つづいて豪傑物、政談物、力士物、お家騒動などの順であった。また、仇討物が大きな比重を占めるのは東北地方も近畿地方も同様であった。もとより、演者によって得意なジャンルは異なり、デロレン祭文の最も隆盛した幕末から明治初年にかけての演目については詳細は不明であるが、当該期の講談の演目から類推すると、以上述べたジャンルのほかに白浪物や侠客物があり、やはり仇討物が最も人気のジャンルであったであろうと考えられる。

## 芸人集団と芸人社会
山形県の祭文太夫を例にすれば、かれらは昭和初年ころまで10派近くの同業者組織に分かれて行動し、太平洋戦争後もしばらくは計見・山口・梅ヶ枝の3派が活動していたが、その内部においては、太夫たちはみずからの所属する派閥を「家（ケー）」と呼称し、師匠を「オヤジ」「オヤカタ」、相弟子を「アニキ」「シャテイ」、大師匠（師匠の師匠）を「ジイサン」、師匠の兄貴分を「オジ」「オジキ」などと呼称している。このように、「家（ケー）」は文字通り親分・子分の上下関係を基本とした擬制的な家族構造を採り、親方たちの談合によって諸事が決まり、また、それに違背した者には内部制裁が加えられるなど、高度な自治がおこなわれた。その一方で、「家（ケー）」内部での序列は、各人が祭文太夫となる前の家柄・家格、血縁・地縁などは問題にされなかった。このような芸人集団のあり方は、こんにちの芸人社会における家号のあり方に通じており、渡世人のモラルやルールなどとも共通の要素をもっている。

## 影響
幕末期におこった浪曲（浪花節）は、デロレン祭文・あほだら経・ちょんがれなどに民謡や俗謡も取り入れて大成されたものである。浪曲は昭和初年まで庶民に圧倒的に支持された寄席芸能である。
また、江州音頭を創案した近江国の桜川大龍が文政年間（1818年-1830年）に入門したのは、武蔵国岡部村（埼玉県深谷市）のデロレン祭文語り桜川雛山であったといわれている。大龍は、近江にかえったのち、デロレン祭文に歌念仏と念仏踊りの要素を採り入れて独特の節回しを考案、話芸と踊りとを融合させた新たな音頭を作り上げた。これは当初「祭文音頭」と呼ばれ、明治初年に完成する江州音頭の前身となった。なお、江州音頭においては、歌い出し（外題づけ）のあとにデロレンの貝をとなえ、錫杖で拍子をとるなどデロレン祭文のかたちを今も残している。